# Vondelpark

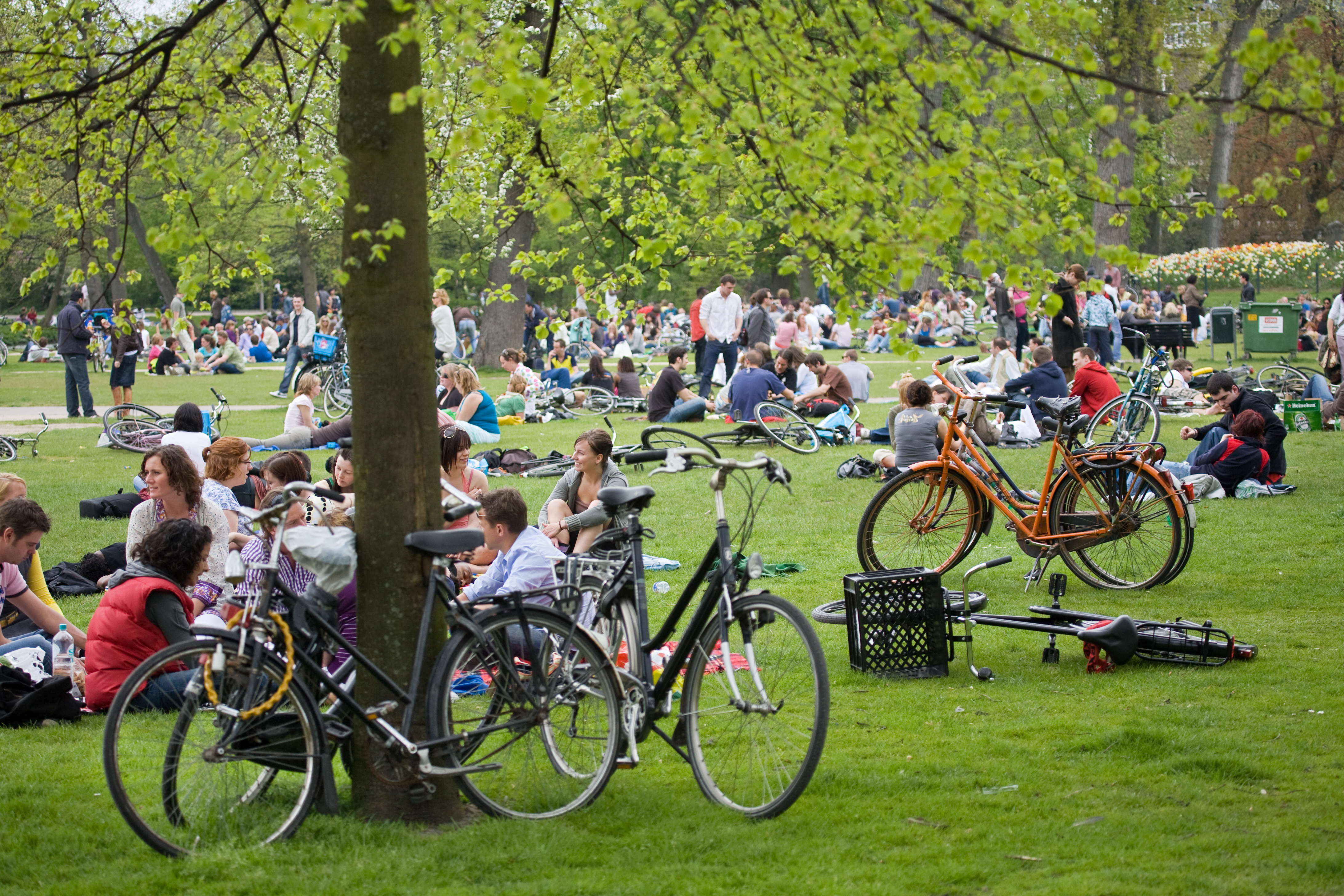
El parc un diumenge de setembre de 2008

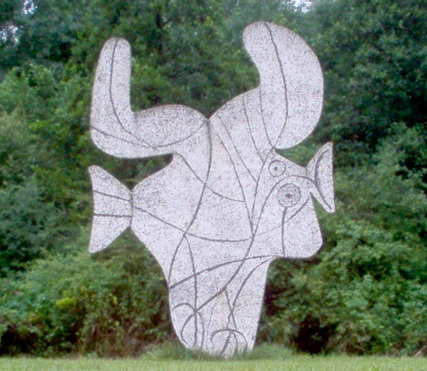
El Peix (1965), una escultura de Pablo Picasso

Vondelpark és un parc urbà públic de 47 hectàrees (120 acres) dins la ciutat d'Amsterdam, als Països Baixos. És part del barri d'Amsterdam-Zuid i se situa a l'oest de Leidseplein i Museumplein. El parc es va inaugurar l'any 1865 sota el nom de "Nieuwe Park", però es va reanomenar "Vondelpark" en referència al dramaturg i poeta del segle XVII Joost van den Vondel. El parc rep anualment uns 10 milions de visites.
Al parc hi ha algunes estàtues com Joost van den Vondel (1867) de Louis Royer, El Peix (1965) de Pablo Picasso o Mama Baranka (1985) de Nelson Carrilho.